# ال کلاسیکو (بسکتبال)
ال کلاسیکو (تلفظ اسپانیایی: [el ˈklasiko]؛ کاتالونیایی: El Clàssic؛ تلفظ: [əl ˈklasik]؛ "The Classic") نامی است که به مسابقات بسکتبال میان رئال مادرید و بارسلونا داده می‌شود (نام شهرهایی است که در آنها مستقر هستند؛ هر دو شهر با ۶۲۱ کیلومتر جدا شده‌اند)، دو تیم موفق و پرهوادار بسکتبال در اسپانیا. کلاسیکو بسکتبال نیز مانند رقابت فوتبالی آنها به شدت و ماهیت دشمنانه‌اش معروف است.

## آمار رودررو
| رقابت                | GP  | RMB | D | FCB |
| -------------------- | --- | --- | - | --- |
| لیگ آ س ب            | ۱۳۳ | ۶۹  | ۱ | ۶۳  |
| پلی آف آ س ب         | ۸۱  | ۴۳  | ۰ | ۳۸  |
| کوپا دل ری           | ۶۲  | ۲۱  | ۲ | ۳۹  |
| کوپا پرنسیپ آستوریاس | ۱   | ۰   | ۰ | ۱   |
| سوپرکوپا             | ۱۲  | ۷   | ۰ | ۵   |
| یورولیگ              | ۳۸  | ۱۷  | ۰ | ۲۱  |
| مجموع همه بازی‌ها     | ۳۲۷ | ۱۵۷ | ۳ | ۱۶۷ |

به‌روزشده در ۱۶ آوریل ۲۰۲۳.

## بازیکنانی که برای هر دو باشگاه بازی کردند
بارسلونا سپس رئال مادرید

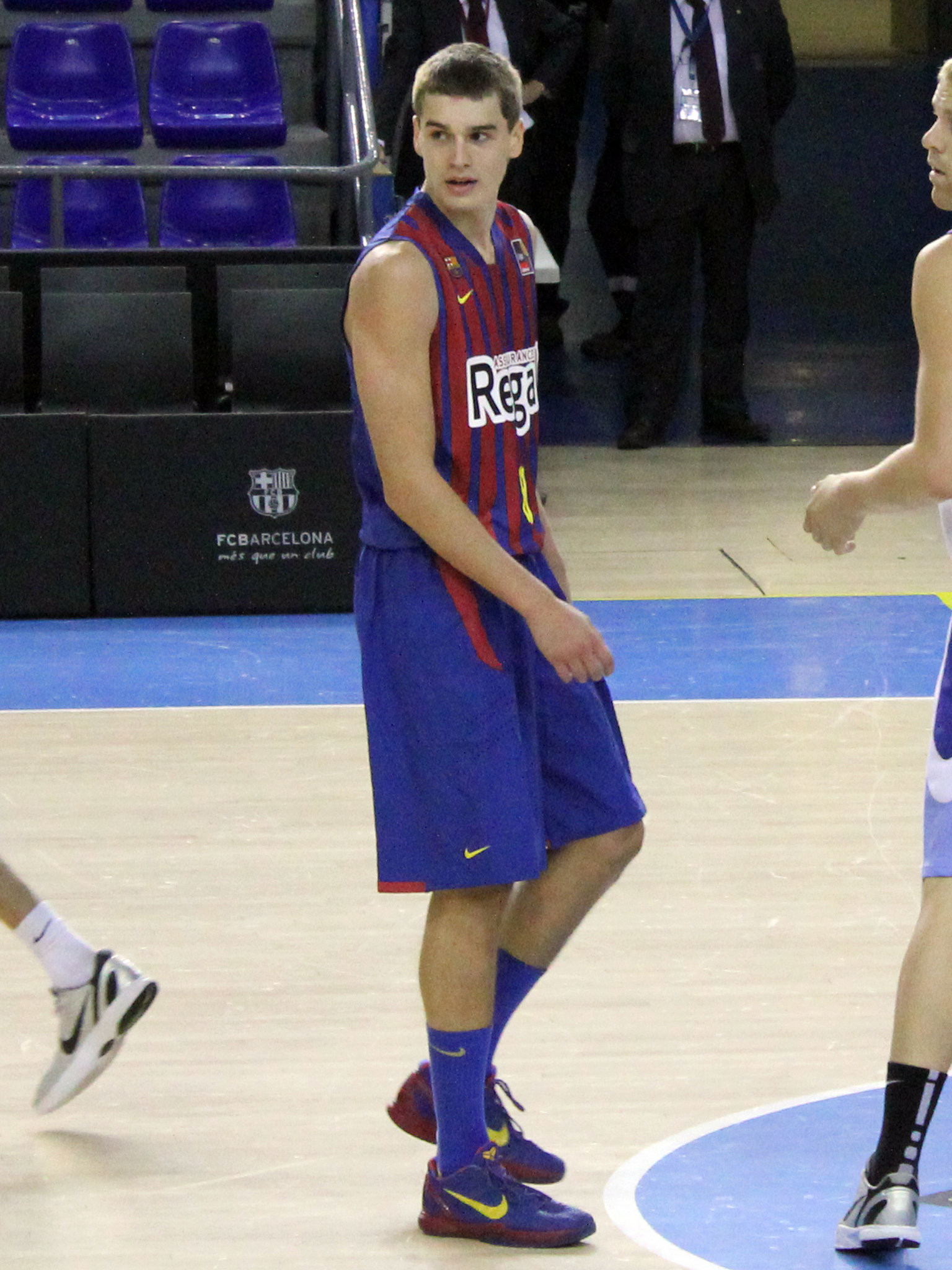
ماریو هزوجا آخرین بازیکنی بود که بین دو رقیب (در سال ۲۰۲۲) نقل مکان کرد.

- ۱۹۵۶:  آلفونسو مارتینز (از طریق Aismalíbar Montcada)
- ۱۹۵۶:  خوزه لوئیس مارتینز (از طریق Aismalíbar Montcada)
- ۱۹۵۷:  رافائل گونزالس آدریو
- ۱۹۵۹:  جوردی پارا
- ۱۹۶۴:  میگل «چه» گونزالس
- ۱۹۹۵:  سانتی آباد (از طریق ساسکی باسکونیا)
- ۱۹۹۵:  زوران ساویچ (از طریق پائوک براوو)
- ۱۹۹۹:  الکساندر جورجویچ
- ۱۹۹۹:  خوزه لوئیس گالیله (از طریق León Caja España)
- ۲۰۰۲:  آلن دیگبو
- ۲۰۰۲:  مایکل هاوکینز (از طریق Idea Śląsk)
- ۲۰۰۲:  دریک آلستون (از طریق پامسا والنسیا)
- ۲۰۰۸:  پپه سانچز
- ۲۰۱۳:  یوآنیس بوروسیس (از طریق المپیا میلان)
- ۲۰۲۱:  توماس هورتل (از طریق LDLC ASVEL)
- ۲۰۲۱:  آدام هانگا
- ۲۰۲۲:  ماریو هزونجا (از طریق یونیکس کازان)

رئال مادرید سپس بارسلونا
- ۱۹۵۸:  آلفونسو مارتینز
- ۱۹۵۸:  خوزه لوئیس مارتینز
- ۱۹۹۰:  خوزه «پیکولین» اورتیز
- ۲۰۰۲:  دژان بودیروگا (از طریق پاناتینایکوس)
- ۲۰۱۲:  آنته تومیچ
- ۲۰۱۳:  ماسیج لامپ (از طریق ساسکی باسکونیا)
- ۲۰۱۹:  نیکولا میروتیچ (از طریق میلواکی باکس)
- ۲۰۲۱:  نیکلاس لاپروتولا

| از بارسلونا به رئال مادرید                     | ۷  |
| از بارسلونا به باشگاه دیگری پیش از رئال مادرید | ۱۰ |
| جمع                                            | ۱۷ |
| از رئال مادرید به بارسلونا                     | ۵  |
| از رئال مادرید به باشگاه دیگری پیش از بارسلونا | ۳  |
| جمع                                            | ۸  |
| کل سوئیچ‌ها                                     | ۲۵ |

## مربیانی که مربی هر دو باشگاه بودند
- بوژیدار مالیکوویچ (۱۹۹۰–۱۹۹۲. بارسلونا، ۲۰۰۴–۲۰۰۶. رئال مادرید)